# Estação de arte rupestre da Fechadura

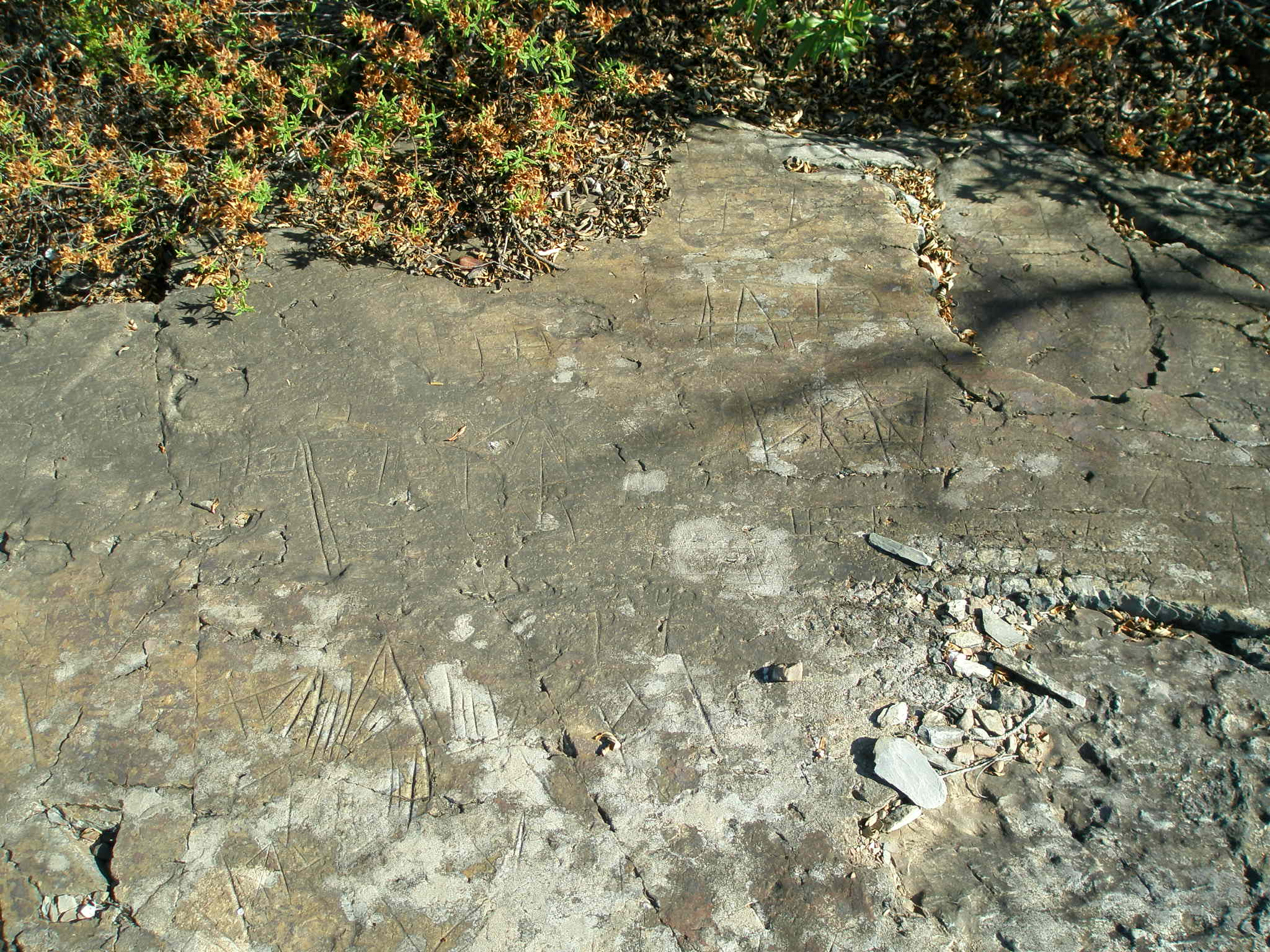
Estação de arte rupestre da Fechadura.

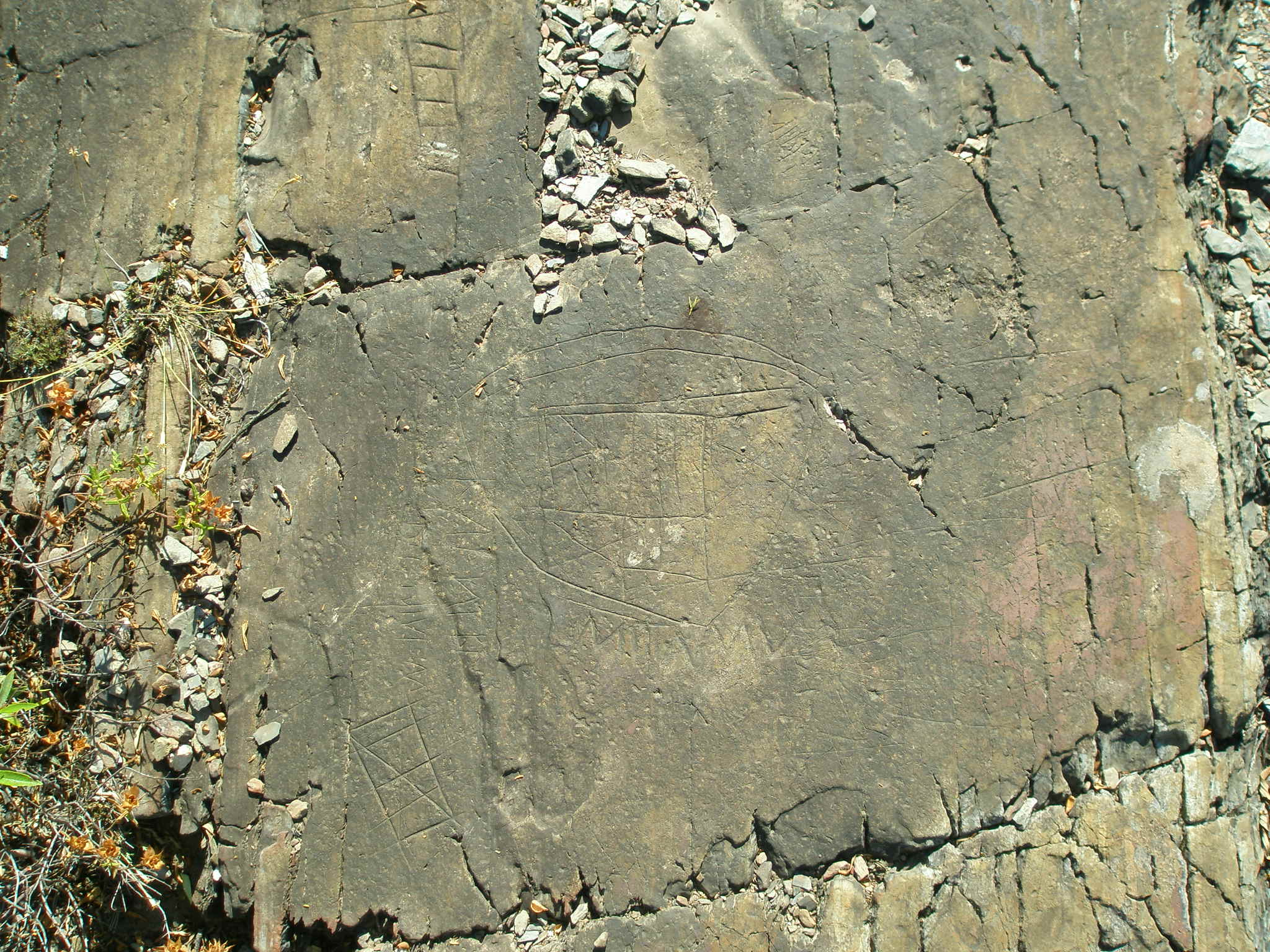
Estação de arte rupestre da Fechadura.

A estação de arte rupestre da Fechadura localiza-se na freguesia de Figueiredo, Município da Sertã, Distrito de Castelo Branco, em Portugal.

## História
Trata-se de um sítio arqueológico datado entre o Calcolítico e a Idade do Ferro.

## Características
Constituí-se em uma rocha de xisto, cujo painel vertical foi aproveitado para gravar alguns motivos mediante os métodos de picotagem e incisão, os quais, a par da abrasão e da raspagem, constituem, ademais, duas das técnicas de gravação identificadas em todo o referencial vale do Côa.
Para além de motivos geométricos (quadrangulares e rectangulares), figuram-se setas e pontas de seta; vulvas e signos de Salomão, junto com elementos escudiformes, um pentagrama e caracteres pré-alfabetiformes e latinos, sem esquecer os característicos ponteados, distribuídos numa área de aproximadamente seis metros quadrados.